# کریستین مور
کریستین مور (انگلیسی: Kristie Moore؛ زادهٔ ۲۲ آوریل ۱۹۷۹) از برندگان مدال‌های بازی‌های المپیک زمستانی و ورزشکار کرلینگ اهل کانادا است.